# Краткодлаки шкотски овчар
Краткодлаки шкотски овчар или Краткодлаки коли  је раса паса, блиски сродник дугодлаког колија. Припада 1 групи, 1 одељку према ФЦИ класификацији.

## Историја
Домовина колија је Велика Британија. У време рађања обе расе није постојала јасна подела између њих. Обе расе су припадале категорији „пастирских паса“ - паса са генерално сличним функцијама, али различитим по нијансама употребе и по екстеријеру. Тада се практиковало стално парење дугодлаких и глаткодлаких колија, а дугодлаки и краткодлаки шкотски овчари су почели да се развијају у истом правцу, као сорте исте расе (као што су и данас у Америци).
Дугујемо првим британским изложбама да су се некада различите врсте паса паса претвориле у независне расе. 1870. године, на изложби у Лондону, прво су раздвојени краткодлаки пастирски пси, а затим дугодлаки. Од тада, краткодлаки и дугодлаки колији се узгајају као засебне расе, иако је парење између њих било дозвољено у Енглеској до средине 1990-их.
Колији су добро познати као одлични пси пратиоци. Они су познати не само по својој лепоти, већ и по својој интелигенцији. Коли је идеалан пас за породицу - здрав, непретенциозан, веома друштвен, природна дадиља, способан и воли да брине о деци.

## Карактеристике и општи изглед
Висина шкотског овчара у гребену према стандарду је 51-56 цм (за женке) и 56-61 цм (за мужјаке). Европски стандард предвиђа три боје - црвена, тробојна (црна, бела и смеђа). Длака краткодлаког шкотског овчара састоји се од меке и густе подлаке и кратке, чврсте спољне длаке. Овај покривач штити пса од кише и ветра, а поддлака спречава смрзавање пса чак и у тешким мразима. Анатомска структура се одликује снагом и активношћу, углови су добро дефинисани. За колија су од посебног значаја правилне линије главе и израз - "слатко", пун разумевања са брзим, живахним погледом када пас слуша.
Краткодлаки шкотски овчари су живахнији и активнији од својих аристократских дугодлаких рођака. Активни, радознали, весели, брзо освајају срца оних који имају среће да их упознају.Веома цени комуникацију са људима и ужива у томе. Истовремено, обично се добро слаже са другим псима. Иако агресивност према људима генерално није карактеристична за шкоте, краткодлаки шкотски овчари у нешто већој мери испољавају заштитне инстинкте него дугодлаки шкотски овчари и склони су да их изразе у критичним ситуацијама. Када испуњавају своју сврху – чувају овце – шкотски овчари активно користе свој глас, због чега неки шкотски овчари и данас могу бити „лајави“. Краткодлаки колији се често користе као радни пси и имају добре спортске успехе у оним земљама где је раса популарна и бројна (Финска, Шведска, Немачка и, наравно, Енглеска). Истовремено, практично нема одвојеног узгоја радних и изложбених линија.
Краткодлаки шкотски овчар не захтева посебну негу длаке. Захваљујући развијеној поддлаки, пас може издржати дуге шетње током хладне зиме, а лети му неће бити вруће. Коли је раса која није претрпела велике промене: лако се рађа, нису потребни никакви посебни услови приликом одгајања штенаца, купања итд.

## Карактеристике неге
Постоје неки посебни „захтеви“ за оне који одлуче да поседују Краткодлаког овчара. Мора се узети у обзир да овај пас неће бити срећан да свој живот проведе само лежећи на софи. Краткодлаки овчар захтева активан начин живота, дуге шетње, физичке и интелектуалне вежбе. Радо ће се бавити спортом са својим власником (бицикл, ролери, скије) или било којим псећим спортом. Овај пас је обдарен добром интелигенцијом и биће срећан ако му се дозволи да је користи у свакодневном животу.